# Damallsvenskan de 2016

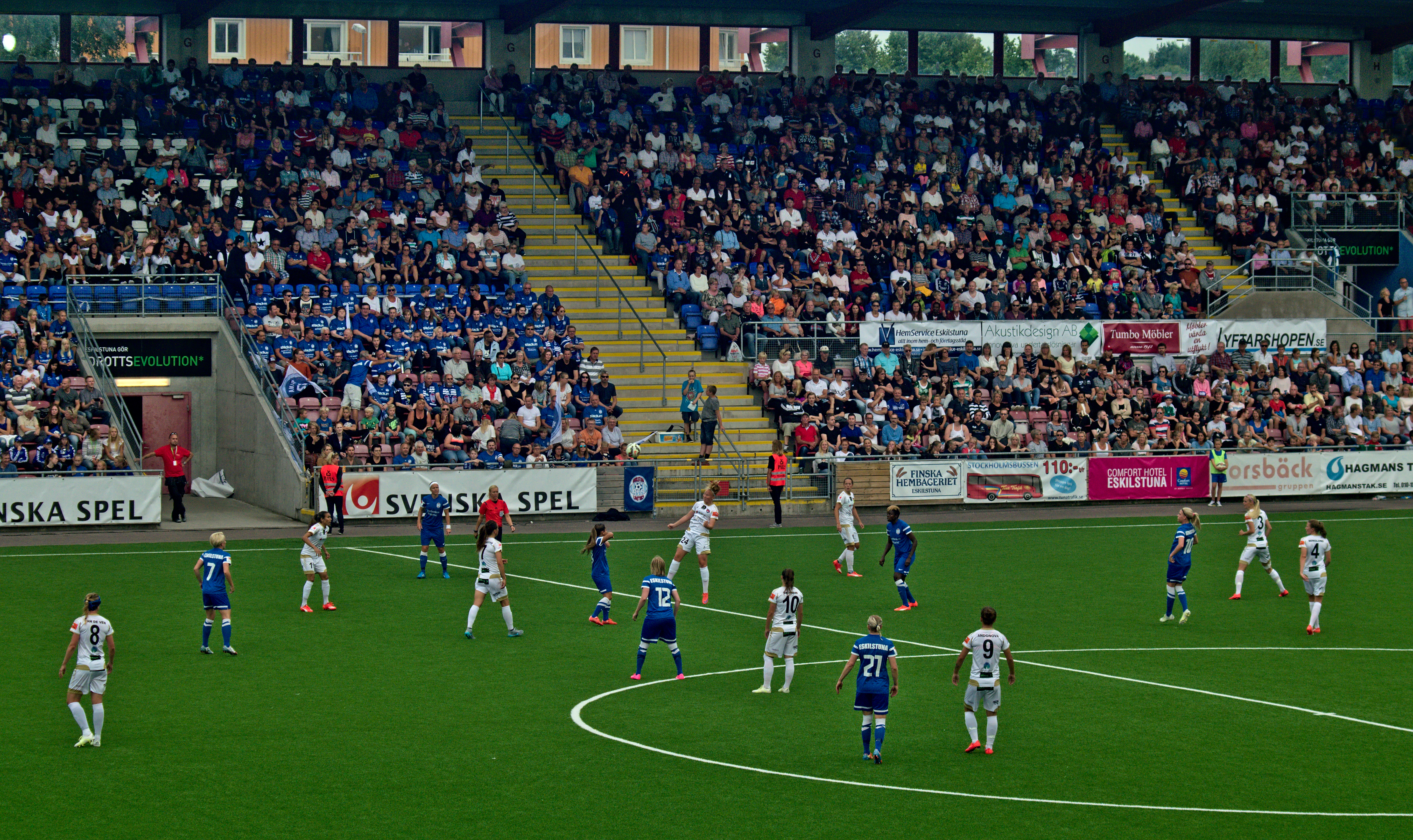
O Eskilstuna United contra o FC Rosengård em agosto de 2015.

Damallsvenskan 2016 é a divisão principal do Campeonato Sueco de Futebol Feminino de 2016.

É disputada por 12 clubes, e decorre entre abril e novembro de 2016. 

Os novos participantes desta temporada – promovidos da Elitettan – são o Djurgårdens IF e o Kvarnsvedens IK. 

O campeão da temporada é previsivelmente o Linköpings FC de Linköping.

## Campeão
| Damallsvenskan 2016   |
| Sweden                |
| --------------------- |
| Linköpings FC Campeão |

## Participantes
- Djurgårdens IF
- Eskilstuna United
- FC Rosengård
- KIF Örebro
- Kopparbergs/Göteborg
- Kristianstads DFF
- Kvarnsvedens IK
- Linköpings FC
- Mallbackens IF
- Piteå IF
- Umeå IK
- Vittsjö GIK